# CR-Baureihe JS
Die Baureihe JS ist eine Mikado-Dampflok, die in zwei Serien von 1957 bis 1988 in China gebaut wurde. Wie die größere QJ entstand sie 1957 als gemeinsames Produkt in Zusammenarbeit zwischen China und der Sowjetunion, das für den Hauptstreckendienst bestimmt war.

## Technische Daten
Insgesamt wurden von dieser Dampflok 1.916 Exemplare geliefert. Die 1.135 Loks der ersten Serie entstanden zwischen 1957 und 1965. Die 781 Maschinen der zweiten Serie wurden zwischen 1981 und 1988 fertiggestellt. Zu den Lieferanten beider Serien gehörte auch die bekannte Dampflokfabrik Datong, wo mit der JS im Dezember 1988 auch der Dampflokbau beendet wurde. Alle Maschinen sind für die Normalspur und Linksverkehr ausgelegt. Der vierachsige Tender der Maschinen fasst 15 bis 17 Tonnen Kohle und 30 bis 35 m³ Wasser. Bei ihr handelt es sich um eine Weiterentwicklung der JF. Aufgrund ihres Aussehens kann man sie aber auch als eine verkleinerte QJ bezeichnen. Mit ihrem Zwei-Zylinder-Triebwerk erreicht sie eine Höchstgeschwindigkeit von 85 km/h. Wie die QJ waren auch sie mit einer Stokerfeuerung ausgerüstet. Sie erhielten die Nummern: JS 5001–6135, JS 6201–6558 und JS 8001–8423. Ein paar wurden aber im Laufe der Zeit umnummeriert. Die drei Loks der Wuhan-Stahlwerke JS 6256–6258 wurden zu JS 001–003. Die vier JS des Stahlwerks Baotou aus dem Jahr 1958 wurden zu JS 58001–58004. Die Loks der Anshan-Stahlwerke wurden zu JS 6002–6004.

## Geschichte
Die Hersteller der ersten Serie waren Dalian, Qishuyan, Datong und Beijing (Peking). Die zweite Serie wurde ausschließlich in Datong gebaut. Die ersten 358 Maschinen der zweiten Serie entstanden bis 1986 und wurden in JS 6201–JS 6558 eingenummert. Die letzten 423 Loks wurden bis Dezember 1988 geliefert und als JS 8001–JS 8423 einnummeriert. Die 1135 Originalmaschinen der Lieferjahre 1957 bis 1965 erhielten die Nummern JS 5001–JS 6135, um das Nummernschema der Vorgängerbaureihe JF nicht doppelt zu verwenden. Die Baureihengattung JF erhielt das Nummernsystem 1–4100. Letzte Lok war die im Dezember 1988 gelieferte JS 8422. Die JS 8423 war vorher als Sonderlok JS 9999 abgeliefert worden und an den Werken von Datong im Einsatz. Als sie später an eine Industriebahn verkauft wurde, erhielt sie die neue Nummer JS 8423.
Die JS kam sowohl im Güterzug- als auch im Personenzugdienst zum Einsatz. Wie die SY konnte sich die JS auch nach dem Ende der Dampflokzeit noch auf vielen Betriebsbahnen, wie der Kohle- und Stahlindustrie im täglichen, planmäßigen Dienst behaupten. Im Jahr 2022 waren noch zehn Maschinen mit den Nummern 8077, 8080, 8167, 8195, 8197, 8366, 8089, 8190, 8225 und 8314 in der Kohlegrube von Sandaoling vor Kohlezügen im Dienst. Dies war das letzte Einsatzgebiet für Normalspur-Dampflokomotiven im Güterverkehr der Welt. Die Baureihe JS hatte hier seit 2020 mehrere Verlängerungsfristen bekommen, die sie auch im Jahr 2022 bekam. Denn am 5. April 2022 sollte eine neue, zwei Kilometer lange, Linie in die Shadunzi deep mine eröffnet werden, die sowohl mit Dampf- als auch mit Dieseltraktion befahren werden sollte. Bis Ende 2023 verblieb den Dampflokomotiven der Reihe JS noch der Rangierbetrieb in Sandaoling, die letzte Maschine JS 8089 wurde schließlich am 15. Januar 2024 abgestellt. Damit endete der letzte reguläre Dienst von Dampflokomotiven im Güterverkehr weltweit.
Die Lok mit der Nummer 8419 wurde unmittelbar nach ihrer Ablieferung Ende der 1980er Jahre für 355.000 US-Dollar an die Boone and Scenic Valley Railroad in Iowa verkauft, wo sie bis 2015 vor Sonderzügen zum Einsatz kam.